# Айдырлинский
Айдырлинский — посёлок в Кваркенском районе Оренбургской области России. Входит (с 2013 года) в состав Кваркенского сельсовета.

## География
Посёлок расположен по обоим берегам реки Айдырля, в 12 км от железнодорожной станции Айдырля, в 3,5 км южнее села Кваркено, юго-западнее горы Матвеевской.
Климат как и во всем районе, в посёлке климат резко континентальный с недостаточным количеством осадков в течение года (около 350 мм). Зима (начало ноября — конец марта) умеренно холодная с устойчивыми морозами. Преобладающая дневная температура воздуха в наиболее холодные месяцы — 12°-16°С, — ночная — 17-20°С (абс. мин. — 46С). Снежный покров устанавливается в конце ноября, толщина его к концу февраля достигает 40 см. Весна (конец марта — конец мая) в первой половине прохладная, во второй — теплая. Снежный покров сходит в начале апреля. По ночам до конца мая возможны заморозки. Лето теплое, преимущественно с ясной погодой. Преобладающая дневная температура воздуха 22-24°С (абс. макс. 40°С), ночная 14-16°С. Периодически бывает засуха. Осень (конец августа — начало ноября) в первой половине малооблачная, теплая. Во второй половине преобладает пасмурная погода с затяжными моросящими дождями. В конце сезона выпадает снег. Ночные заморозки начинаются с конца сентября.

## История
Возник посёлок при разработке Айдырлинского золоторудного месторождения в 1895—1907 годах. Он получил название Прииск Айдырлинский (старая Айдырля).
17 марта 1941 года посёлок прииска Айдырля преобразован в рабочий посёлок Айдырлинский.
Закрылся к 1957—1959 годам золотой прииск Айдырлинский и все посёлки прииска, в том числе и рабочий посёлок Айдырлинский.
С 1999 года пгт Айдырлинский — сельский населённый пункт.
9 марта 2005 года в соответствии с законом Оренбургской области от 9 марта 2005 г. N 1900/342-III-ОЗ «О муниципальных образованиях в составе муниципального образования Кваркенский район Оренбургской области» образовано сельское поселение Айдырлинский поссовет с административным центром в поселке Айдырлинский, установлены границы муниципального образования.
26 июня 2013 года в соответствии с законом Оренбургской области № 1646/456-V-ОЗ. Айдырлинский поссовет упразднён и посёлок Айдырлинский включён состав Кваркенского сельсовета.

## Население
| 1959 | 1970  | 1979 | 1989 | 2010 | 2012 | 2013 |
| ---- | ----- | ---- | ---- | ---- | ---- | ---- |
| 1852 | ↘1160 | ↘934 | ↘796 | ↘665 | ↘640 | ↘627 |

Национальный состав
Согласно результатам переписи 2002 года, в национальной структуре населения русские составляли 78 % из 758 чел..

## Инфраструктура
Общеобразовательная школа. Айдырлинский сельский клуб.

## Транспорт
Развит автомобильный транспорт. Автодорога «Подъезд к п. Айдырлинский от а/д Адамовка-Карабутак».
Остановка общественного транспорта «Поворот на Айдырлинский».